# Montferrat, Var
Montferrat là một xã, thuộc tỉnh Var trong vùng Provence-Alpes-Côte d’Azur, Pháp. Xã này có diện tích 34,01 km², dân số 1134 người. Xã này nằm ở khu vực có độ cao trung bình 480 mét trên mực nước biển.

## Biến động dân số
| Năm    | 1962 | 1968 | 1975 | 1982 | 1990 | 1999 | 2006 |
| ------ | ---- | ---- | ---- | ---- | ---- | ---- | ---- |
| Dân số | 180  | 338  | 634  | 428  | 629  | 642  | 1134 |